# モリー・オキャラハン
モリー・グレース・オキャラハン（Mollie Grace O'Callaghan、2004年4月2日 - ）は、オーストラリア・クイーンズランド州出身人女子競泳選手。

## 経歴
2020年東京オリンピックの400mフリーリレーと400mメドレーリレーで予選メンバーとして泳ぎ、金メダルを獲得。800mフリーリレーでも予選メンバーとして泳ぎ、銀メダルを獲得した。
2022年世界水泳選手権では100m自由形・400mフリーリレー・男女混合400mフリーリレーで三冠を達成し、200m自由形・800mフリーリレー・400mメドレーリレーでも3つの銀メダルを獲得した。
2023年世界水泳選手権の200m自由形で1分52秒85の世界新記録で優勝した。2009年世界水泳選手権でフェデリカ・ペレグリニが樹立した世界記録1分52秒98を14年ぶりに更新した。

## 自己ベスト
長水路
- 100m自由形　52秒08（歴代6位[10]）
- 200m自由形　1分52秒85（世界記録）
- 100m背泳ぎ　58秒86
- 400mフリーリレー　3分27秒96（世界記録）
- 800mフリーリレー　7分39秒29（世界記録）
- 男女混合400mフリーリレー　3分19秒38（世界記録）

短水路
- 400mフリーリレー　3分25秒43（世界記録）
- 800mフリーリレー　7分30秒87（世界記録）
- 200mメドレーリレー　1分42秒35（世界記録）

参照